# Live View

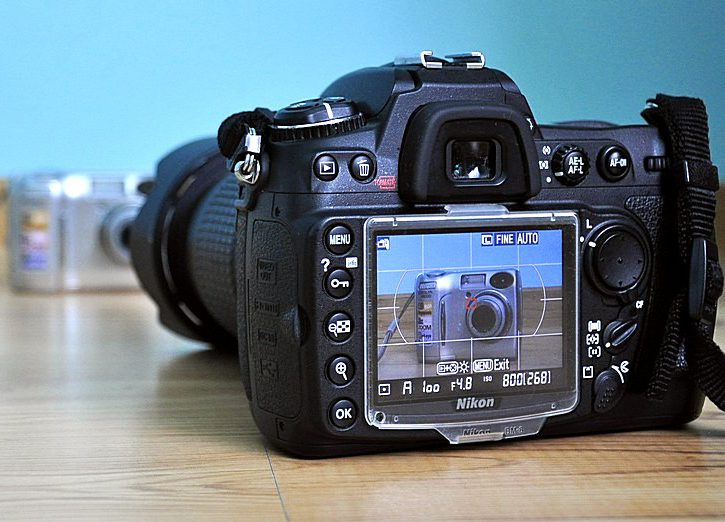
Un Nikon D300 avec son écran activé

Le Live View, ou la visée sur écran est la fonctionnalité permettant d’effectuer une prise de vue sur un appareil photographique numérique en visant à l’aide de l'écran LCD (et non à travers le viseur).
On peut traduire Live View par « Système de visualisation de l’image en temps réel sur l'écran ». Il est plus fréquemment utilisé pour désigner les appareils photos numériques reflex qui proposent une telle fonctionnalité : les appareils photos numériques compacts permettent tous, par essence, ce mode de visée. Live View ou Live Preview, sont des termes génériques, donc non attribués à une marque.

## Historique
En 2006, Olympus a été le premier à proposer cette fonction sur son E-330, suivi un an plus tard par Canon sur ses EOS-1D Mark III et EOS 40D et Nikon sur ses D3 et D300.
Si sur un numérique compact, il semble naturel de cadrer en utilisant l’écran, sur un reflex cela est beaucoup moins évident, étant donné la différence de conception. En effet, lors de la visée le miroir va renvoyer l’image de l’objectif vers l’œilleton de visée, masquant le capteur. Pour permettre le Live View, il faut donc basculer le miroir afin de permettre au capteur d'acquérir les images. Le capteur en lui-même doit également être capable d’acquérir une scène en temps réel (film). À partir du moment où le système de visée est obscurci, la mise au point ne peut plus fonctionner. Les différents fabricants n’ont pas tous opté pour la même solution. En tout état de cause, le système d’autofocus en mode Live View (reposant souvent sur la mesure de contraste) sera moins performant qu’en mode de visée traditionnelle, du fait de la bascule du miroir.

## Avantages
Le Live View permet sur un reflex des cadrages qui étaient jusqu’alors réservés aux compacts : visée au-dessus de la foule, visée au ras du sol ou encore à 90°… les applications sont multiples. Le fait de ne pas avoir à coller son œil au viseur peut être un plus dans certaines situations.
Les adeptes de la photographie astronomique ont obtenu une fonctionnalité depuis longtemps attendue.

## Inconvénients
- En plein jour, il n’est pas toujours évident de distinguer correctement l’écran LCD. Par temps ensoleillé, les contrastes des images sont faussés ou difficilement perceptibles.
- Dans certains cas, l’image proposée ne correspond pas à 100 % de l’image finale.
- Perte de la mise au point automatique (ou forte dégradation), suivant les marques.
- Prendre une photo les bras écartés ou d’une seule main n'est clairement pas l'idéal mais cela reste néanmoins possible avec un compact. Avec un reflex, éventuellement muni d’une poignée d'alimentation et d’un zoom, le poids de l’équipement ne permet plus une telle posture ou alors au détriment de la netteté (bougé).